# Alleen al het idee
Alleen al het idee was een Vlaams licht-satirisch televisieprogramma dat van 1986 tot 1987 op de toenmalige BRT te zien was.

## Concept
Nadat TV-Touché onder druk werd afgevoerd kwam Herman Van Molle in 1986 met een nieuw satirisch televisieprogramma dat tweewekelijks uitgezonden werd.  Alleen al het idee werd gepresenteerd door Herman Van Molle, Alida Neslo en Ilse Uitterlinden en bracht humoristische sketches over diverse onderwerpen, zoals de toenmalige archaïsche technologietentoonstelling in het Atomium.
Het programma werd geproduceerd door de Dienst Amusement Woord van de BRT. De opnames vonden plaats in het Amerikaans Theater met studiopubliek. De afleveringen werden opgeluisterd door een driekoppig koortje, bestaande uit afwisselend Else Lagasse, Annemie Vanmeenen, Belinda De Bruyn, Ann Huysman en Dani Klein.

## Afleveringen
| Nr. | Uitzenddatum     | Greep uit de onderwerpen                                                                     |
| --- | ---------------- | -------------------------------------------------------------------------------------------- |
| 1   | 19 oktober 1986  | helderziendenadvertenties, het Atomium van Brussel                                           |
| 2   | 2 november 1986  | langs Vlaamse wegen, pictogrammen, de veiligste plek in België                               |
| 3   | 16 november 1986 | grappige aanrijdingsformulieren, geklasseerde kerk in het havengebied van Antwerpen          |
| 4   | 30 november 1986 | kinderen zingen de Eurosonghit J'aime la vie                                                 |
| 5   | 14 december 1986 | parfums, wat blijft er over van de fit-o-meter, misleidende reclame                          |
| 6   | 28 december 1986 | postorderbedrijven, mensen die ook Wilfried Martens heten, winkelreclame                     |
| 7   | 11 januari 1987  | mensen met breuken in de studio, langs Vlaamse wegen, foute vertalingen                      |
| 8   | 25 januari 1987  | reacties van uitgeverijen op een ingestuurd verhaal, denataliteit                            |
| 9   | 8 februari 1987  | langs Vlaamse wegen, foute brieven                                                           |
| 10  | 22 februari 1987 | speciale aflevering met collage van de Vlaamse bevolking van de leeftijd van -1 tot 106 jaar |
| 11  | 8 maart 1987     | voorstelling van de Eurosongkandidaten                                                       |
| 12  | 22 maart 1987    | compilatieaflevering                                                                         |

## Proefuitzending
Op 22 mei 1985 was een proefuitzending te zien met als titel Het idee alleen al.  Deze eenmalige aflevering werd gepresenteerd door Herman Van Molle en Hugo Symons.